# Gavin Lyall
Gavin Tudor Lyall (n. 9 mai 1932, Birmingham, Anglia, Regatul Unit – d. 18 ianuarie 2003, Londra, Anglia, Regatul Unit) a fost un scriitor englez de thriller.

## Lista cărților scrise de Gavin Tudor Lyall

### Ficțiune
- The Wrong Side of the Sky (1961)
- The Most Dangerous Game (1963)
- Midnight Plus One (1965)
- Shooting Script (1966)
- Venus with Pistol (1969)
- Blame the Dead (1973)
- Judas Country (1975)
- The Secret Servant (1980)
- The Conduct of Major Maxim (1982)
- The Crocus List (1985)
- Uncle Target (1988)
- Spy's Honour (1993)
- Flight from Honour (1996)
- All Honourable Men (1997)
- Honourable Intentions (1999)

### Documentare
- Freedom's Battle: The War in the Air 1939-1945 (1971)
- Operation Warboard: How to Fight World War II Battles in Miniature - Wargaming WW II Battles in 20-25 mm Scale (1972) (în colaborare cu Bernard Lyall)